# Kyllinga mbitheana
Kyllinga mbitheana är en halvgräsart som beskrevs av A. Muthama Muasya. Kyllinga mbitheana ingår i släktet Kyllinga och familjen halvgräs. Inga underarter finns listade i Catalogue of Life.